# المهجم (الحديدة)

تعديل مصدري - تعديل

المهجم هي إحدى قرى مديرية المغلاف، التابعة لمحافظة الحديدة اليمنية، بلغ تعداد سكانها 2149 نسمة حسب الإحصاء الذي أجري عام 2004.